# الفونسو پاستور
الفونسو پاستور (انگلیسی: Alfonso Pastor؛ زادهٔ ۴ اکتبر ۲۰۰۰) بازیکن فوتبال اهل اسپانیا است.
وی همچنین در تیم ملی فوتبال زیر ۱۷ سال اسپانیا بازی کرده‌است.